# Tawa hallae
Tawa hallae es la única especie conocida del género extinto Tawa (nombre Hopi para el dios solar de los Anasazi) de dinosaurio terópodo que vivió a finales del período Triásico , aproximadamente entre 215 a 213 millones de años atrás, durante el Noriense, en lo que hoy es Norteamérica.

## Descripción

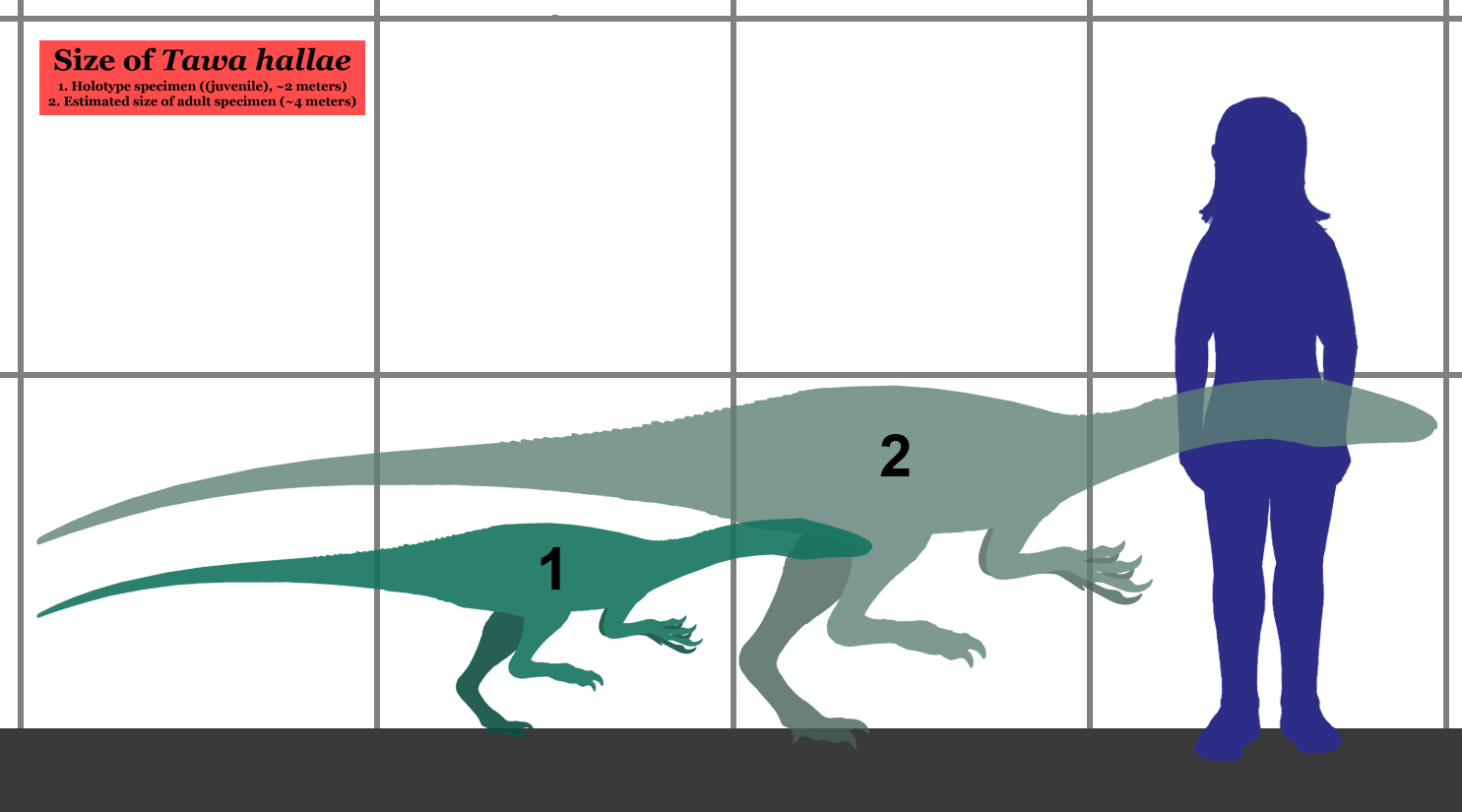
Comparación de tamaño entre el holotipo (Verde fuerte), un ejemplar adulto (Verde claro), y un humano

Se estima que Tawa medía 2,5 metros de largo cuando era adulto, con un peso de 15 kilogramos. Tawa conserva caracteres que pueden asociarse con diferentes taxones de dinosaurios. Su morfología craneal se asemeja a la de los celofisoides y el ilion se aproxima al de un herrerasáurido . Al igual que los celofisoides, Tawa tiene una torcedura en sus maxilares superiores, entre el maxilar y el premaxilar. Con respecto a la proporción de las extremidades, el fémur es muy largo en comparación con la tibia. Una adaptación vertebral del cuello en Tawa apoya la hipótesis de que los sacos de aire cervicales son anteriores al origen de los Neotheropoda y pueden ser ancestrales para los saurisquios y también vincula a los dinosaurios con la evolución de las aves. Comparado con dinosaurios anteriores como Herrerasaurus y Eoraptor, Tawa tenía una constitución relativamente delgada.
Un diagnóstico es una declaración de las características anatómicas de un organismo (o grupo) que colectivamente lo distinguen de todos los demás organismos. Algunas de las características de un diagnóstico, pero no todas, también son autapomorfias. Una autapomorfía es una característica anatómica distintiva que es exclusiva de un organismo o grupo determinado. Según Nesbitt et al. en 2009 Tawa se pueden distinguir según las siguientes características. Los huesos proóticos se encuentran en la línea media ventral de la cavidad endocraneana, el receso timpánico anterior está muy agrandado en la superficie anterior del basioccipital y se extiende hacia el proótico y el parabasisfenoides, hay un receso profundo presente en la base posterodorsal del proceso paroccipital, una cresta afilada que se extiende dorsoventralmente en el medio de la cara posterior del tubérculo basal, un surco ligamentario incompleto está presente en el lado posterior de la cabeza femoral, una cicatriz/excavación muscular semicircular está presente en el cara posterior de la cabeza femoral, una pequeña excavación semicircular en el margen posterior del cóndilo posterior medial de la tibia proximal, un "escalón" está presente en la superficie ventral del astrágalo, el metatarsiano I es similar en longitud a los otros metatarsianos.

## Historia
La especie tipo de este género, T. hallae, está representada por dos esqueletos casi completos y fragmentos de otros seis especímenes, hallados juntos en la Cantera Hayden del Ghost Ranch, parte del Bosque Petrificado de la Formación Chinle, en el Condado de Río Arriba, Nuevo México. Este hallazgo fue realizado en el año 2004 y la descripción formal de la especie tipo se realizó en 2009 por un grupo de seis investigadores liderados por Sterling Nesbitt del Museo Americano de Historia Natural. El descubrimiento de este género es significativo, ya que evidencia que los primeros dinosaurios surgieron en Gondwana, específicamente en lo que hoy es Sudamérica, y que se propagaron desde allí posteriormente. El nombre binomial honra a Ruth Hall, investigadora norteamericana que recolectó muchos de los especímenes con los que comenzó la colección del Museo paleontológico de Ghost Ranch.
Los fósiles ahora atribuidos a Tawa se descubrieron por primera vez en 2004. El holotipo, un individuo juvenil, catalogado GR 241, consiste en un cráneo, extremidades anteriores, una columna vertebral parcial, extremidades posteriores, costillas y gastralia en su mayoría completos, pero desarticulados . Se determinó que este espécimen es un juvenil sobre la base de la presencia de una caja craneal abierta y suturas neurocentrales no fusionadas. En el sitio también se descubrieron fósiles de al menos otros siete individuos. Uno de estos ejemplares, catalogado GR 242, también está casi completo. Un fémur aislado, GR 244, sugiere que los adultos eran al menos un 30% más grandes que el holotipo juvenil. GR 242 fue asignado como paratipo para el género junto con especímenes que representan fémur, pelvis y cola, GR 155 y vértebras cervicales GR 243.
Todos estos especímenes son de la Cantera Hayden, un sitio en Nuevo México, que conserva muchos fósiles de los primeros dinosaurios y sus parientes cercanos. Fueron descubiertos en limolita gris/verde que datan de la etapa Noriense del período Triásico, hace unos 215 a 213 millones de años. Tawa fue descrito formalmente en 2009 por un grupo de seis investigadores estadounidenses dirigidos por Sterling J. Nesbitt del Museo Americano de Historia Natural. En el momento de la publicación en la revista Science , Nesbitt era investigador postdoctoral en la Escuela de Geociencias Jackson de la Universidad de Texas en Austin.
Con base en el estudio del material superpuesto de Dromomeron romeri y Tawa, S. Christopher Bennett propuso que los dos taxones eran coespecíficos, formando una sola serie de crecimiento, siendo D. romeri el juvenil y Tawa el adulto. Sin embargo, al notar diferencias prominentes entre sus fémures que no pueden atribuirse a la variación con la edad, Rodrigo Müller rechazó esta propuesta en 2017. Además, señaló que si bien D. romeri se conoce solo de ejemplares juveniles, comparte muchos rasgos en común con D. gigas, que se conoce a partir de especímenes maduros.

## Clasificación

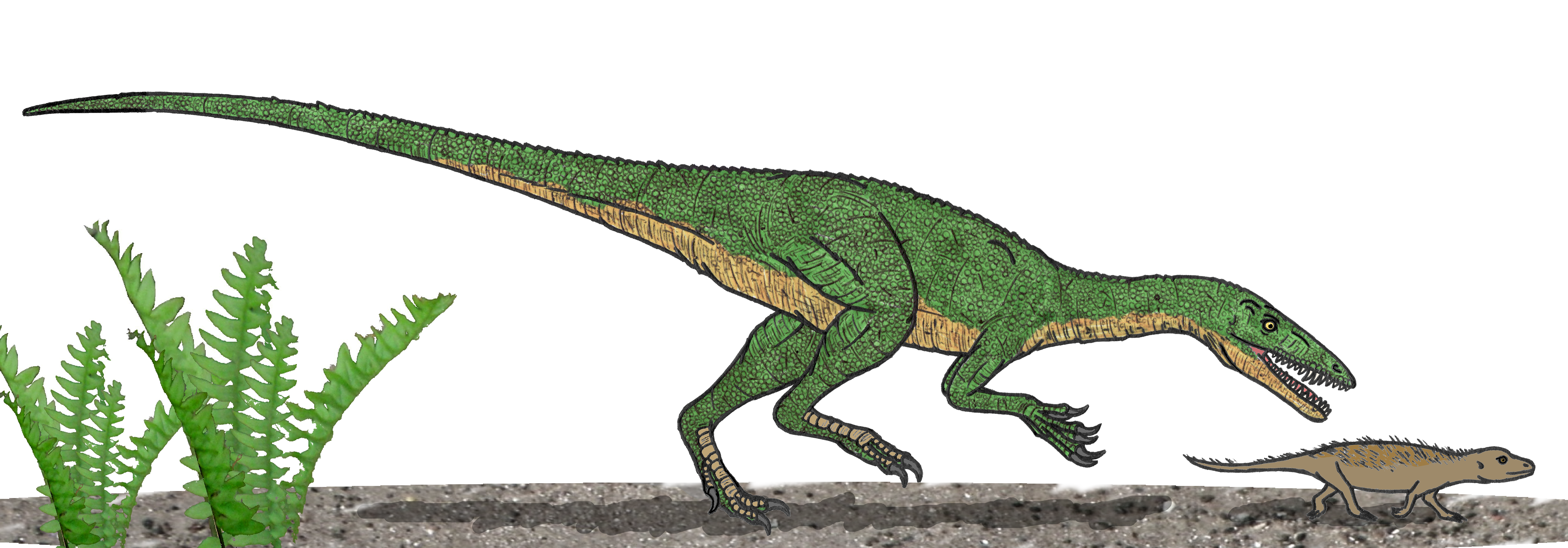
Un Tawa persiguiendo a un terápsido.

La descripción de Nesbitt de 2009 sitúa a este género en un nivel aún más basal que a Coelophysis, terópodo primitivo del Triásico Superior y Jurásico Inferior. En 2009, Mortimer advirtió que el análisis de Nesbitt et al. fue limitado porque no tuvo en cuenta todos los caracteres de los dinosaurios relevantes tratados por el análisis anterior, por ejemplo, Guaibasaurus, Panphagia, Sinosaurus, Dracovenator , Lophostropheus entre otros. Sin embargo, se encontró que Tawa, sin embargo, es más avanzado que otros dinosaurios basales, a saber, Eoraptor, Herrerasaurus, y Staurikosaurus. Sues et al. en 2011 consideró a Tawa como un terópodo primitivo derivado. Un análisis cladístico de Tawa y otros terópodos basales indica que Coelophysoidea, una  superfamilia de dinosaurios primitivos, puede ser una agrupación artificial ya que Tawa combina rasgos celofisoides clásicos con rasgos que aparecen ser hereditarios en los neoterópodos. Tawa sería entonces un grupo hermano de Neotheropoda, grupo de dinosaurios carnívoros que presentan sólo tres dedos funcionales en sus pies.
En 2011, Martínez y sus colegas concluyeron que Tawa era el celofisoides más basal, mientras que un segundo análisis de 2011 realizado por los paleontólogos Martin D. Ezcurra y Stephen L. Brusatte, así como un análisis de seguimiento modificado con datos adicionales por You Hai- Lu y sus colegas en 2014 descubrieron que Tawa era un terópodo primitivo. Esta posición para Tawa también se recuperó en el gran análisis de los primeros dinosaurios realizado por Matthew Baron, David B. Norman y Paul Barrett en 2017. Cau en 2018 y Novas et al. en 2021 consideraron a Tawa un herrerasaurio no herrerasáurido, aunque el primer estudio situó a Herrerasauria fuera de Dinosauria y el segundo lo situó en Saurischia.

### Filogenia
|  | Coelophysis              |
|  |                          |
|  | "Syntarsus" kayentakatae |
|  |                          |

|  | Liliensternus                    |
|  |                                  |
|  | Hacia los terópodos del Jurásico |
|  |                                  |

|  | Coelophysis              |
|  |                          |
|  | "Syntarsus" kayentakatae |
|  |                          |

|  | Liliensternus                    |
|  |                                  |
|  | Hacia los terópodos del Jurásico |
|  |                                  |

|  | Coelophysis              |
|  |                          |
|  | "Syntarsus" kayentakatae |
|  |                          |

|  | Liliensternus                    |
|  |                                  |
|  | Hacia los terópodos del Jurásico |
|  |                                  |

|  | Coelophysis              |
|  |                          |
|  | "Syntarsus" kayentakatae |
|  |                          |

|  | Liliensternus                    |
|  |                                  |
|  | Hacia los terópodos del Jurásico |
|  |                                  |

|  | Coelophysis              |
|  |                          |
|  | "Syntarsus" kayentakatae |
|  |                          |

|  | Liliensternus                    |
|  |                                  |
|  | Hacia los terópodos del Jurásico |
|  |                                  |

|  | Coelophysis              |
|  |                          |
|  | "Syntarsus" kayentakatae |
|  |                          |

|  | Liliensternus                    |
|  |                                  |
|  | Hacia los terópodos del Jurásico |
|  |                                  |

|  | Coelophysis              |
|  |                          |
|  | "Syntarsus" kayentakatae |
|  |                          |

|  | Liliensternus                    |
|  |                                  |
|  | Hacia los terópodos del Jurásico |
|  |                                  |

|  | Coelophysis              |
|  |                          |
|  | "Syntarsus" kayentakatae |
|  |                          |

|  | Liliensternus                    |
|  |                                  |
|  | Hacia los terópodos del Jurásico |
|  |                                  |

|  | Coelophysis              |
|  |                          |
|  | "Syntarsus" kayentakatae |
|  |                          |

|  | Liliensternus                    |
|  |                                  |
|  | Hacia los terópodos del Jurásico |
|  |                                  |

|  | Coelophysis              |
|  |                          |
|  | "Syntarsus" kayentakatae |
|  |                          |

|  | Liliensternus                    |
|  |                                  |
|  | Hacia los terópodos del Jurásico |
|  |                                  |

|  | Coelophysis              |
|  |                          |
|  | "Syntarsus" kayentakatae |
|  |                          |

|  | Liliensternus                    |
|  |                                  |
|  | Hacia los terópodos del Jurásico |
|  |                                  |

|  | Coelophysis              |
|  |                          |
|  | "Syntarsus" kayentakatae |
|  |                          |

|  | Liliensternus                    |
|  |                                  |
|  | Hacia los terópodos del Jurásico |
|  |                                  |

|  | Coelophysis              |
|  |                          |
|  | "Syntarsus" kayentakatae |
|  |                          |

|  | Liliensternus                    |
|  |                                  |
|  | Hacia los terópodos del Jurásico |
|  |                                  |

|  | Coelophysis              |
|  |                          |
|  | "Syntarsus" kayentakatae |
|  |                          |

|  | Liliensternus                    |
|  |                                  |
|  | Hacia los terópodos del Jurásico |
|  |                                  |

|  | Coelophysis              |
|  |                          |
|  | "Syntarsus" kayentakatae |
|  |                          |

|  | Liliensternus                    |
|  |                                  |
|  | Hacia los terópodos del Jurásico |
|  |                                  |

|  | Coelophysis              |
|  |                          |
|  | "Syntarsus" kayentakatae |
|  |                          |

|  | Liliensternus                    |
|  |                                  |
|  | Hacia los terópodos del Jurásico |
|  |                                  |

|  | Coelophysis              |
|  |                          |
|  | "Syntarsus" kayentakatae |
|  |                          |

|  | Liliensternus                    |
|  |                                  |
|  | Hacia los terópodos del Jurásico |
|  |                                  |

|  | Coelophysis              |
|  |                          |
|  | "Syntarsus" kayentakatae |
|  |                          |

|  | Liliensternus                    |
|  |                                  |
|  | Hacia los terópodos del Jurásico |
|  |                                  |

|  | Coelophysis              |
|  |                          |
|  | "Syntarsus" kayentakatae |
|  |                          |

|  | Liliensternus                    |
|  |                                  |
|  | Hacia los terópodos del Jurásico |
|  |                                  |

|  | Coelophysis              |
|  |                          |
|  | "Syntarsus" kayentakatae |
|  |                          |

|  | Liliensternus                    |
|  |                                  |
|  | Hacia los terópodos del Jurásico |
|  |                                  |

|  | Coelophysis              |
|  |                          |
|  | "Syntarsus" kayentakatae |
|  |                          |

|  | Liliensternus                    |
|  |                                  |
|  | Hacia los terópodos del Jurásico |
|  |                                  |

|  | Coelophysis              |
|  |                          |
|  | "Syntarsus" kayentakatae |
|  |                          |

|  | Liliensternus                    |
|  |                                  |
|  | Hacia los terópodos del Jurásico |
|  |                                  |

|  | Coelophysis              |
|  |                          |
|  | "Syntarsus" kayentakatae |
|  |                          |

|  | Liliensternus                    |
|  |                                  |
|  | Hacia los terópodos del Jurásico |
|  |                                  |

|  | Coelophysis              |
|  |                          |
|  | "Syntarsus" kayentakatae |
|  |                          |

|  | Liliensternus                    |
|  |                                  |
|  | Hacia los terópodos del Jurásico |
|  |                                  |

|  | Coelophysis              |
|  |                          |
|  | "Syntarsus" kayentakatae |
|  |                          |

|  | Liliensternus                    |
|  |                                  |
|  | Hacia los terópodos del Jurásico |
|  |                                  |

|  | Coelophysis              |
|  |                          |
|  | "Syntarsus" kayentakatae |
|  |                          |

|  | Liliensternus                    |
|  |                                  |
|  | Hacia los terópodos del Jurásico |
|  |                                  |

|  | Coelophysis              |
|  |                          |
|  | "Syntarsus" kayentakatae |
|  |                          |

|  | Liliensternus                    |
|  |                                  |
|  | Hacia los terópodos del Jurásico |
|  |                                  |

|  | Coelophysis              |
|  |                          |
|  | "Syntarsus" kayentakatae |
|  |                          |

|  | Liliensternus                    |
|  |                                  |
|  | Hacia los terópodos del Jurásico |
|  |                                  |

|  | Coelophysis              |
|  |                          |
|  | "Syntarsus" kayentakatae |
|  |                          |

|  | Liliensternus                    |
|  |                                  |
|  | Hacia los terópodos del Jurásico |
|  |                                  |

|  | Coelophysis              |
|  |                          |
|  | "Syntarsus" kayentakatae |
|  |                          |

|  | Liliensternus                    |
|  |                                  |
|  | Hacia los terópodos del Jurásico |
|  |                                  |

|  | Coelophysis              |
|  |                          |
|  | "Syntarsus" kayentakatae |
|  |                          |

|  | Liliensternus                    |
|  |                                  |
|  | Hacia los terópodos del Jurásico |
|  |                                  |

|  | Coelophysis              |
|  |                          |
|  | "Syntarsus" kayentakatae |
|  |                          |

|  | Liliensternus                    |
|  |                                  |
|  | Hacia los terópodos del Jurásico |
|  |                                  |

|  | Coelophysis              |
|  |                          |
|  | "Syntarsus" kayentakatae |
|  |                          |

|  | Liliensternus                    |
|  |                                  |
|  | Hacia los terópodos del Jurásico |
|  |                                  |

|  | Coelophysis              |
|  |                          |
|  | "Syntarsus" kayentakatae |
|  |                          |

|  | Liliensternus                    |
|  |                                  |
|  | Hacia los terópodos del Jurásico |
|  |                                  |

|  | Coelophysis              |
|  |                          |
|  | "Syntarsus" kayentakatae |
|  |                          |

|  | Liliensternus                    |
|  |                                  |
|  | Hacia los terópodos del Jurásico |
|  |                                  |

|  | Coelophysis              |
|  |                          |
|  | "Syntarsus" kayentakatae |
|  |                          |

|  | Liliensternus                    |
|  |                                  |
|  | Hacia los terópodos del Jurásico |
|  |                                  |

|  | Coelophysis              |
|  |                          |
|  | "Syntarsus" kayentakatae |
|  |                          |

|  | Liliensternus                    |
|  |                                  |
|  | Hacia los terópodos del Jurásico |
|  |                                  |

|  | Coelophysis              |
|  |                          |
|  | "Syntarsus" kayentakatae |
|  |                          |

|  | Liliensternus                    |
|  |                                  |
|  | Hacia los terópodos del Jurásico |
|  |                                  |

|  | Coelophysis              |
|  |                          |
|  | "Syntarsus" kayentakatae |
|  |                          |

|  | Liliensternus                    |
|  |                                  |
|  | Hacia los terópodos del Jurásico |
|  |                                  |

|  | Coelophysis              |
|  |                          |
|  | "Syntarsus" kayentakatae |
|  |                          |

|  | Liliensternus                    |
|  |                                  |
|  | Hacia los terópodos del Jurásico |
|  |                                  |

|  | Coelophysis              |
|  |                          |
|  | "Syntarsus" kayentakatae |
|  |                          |

|  | Liliensternus                    |
|  |                                  |
|  | Hacia los terópodos del Jurásico |
|  |                                  |

|  | Coelophysis              |
|  |                          |
|  | "Syntarsus" kayentakatae |
|  |                          |

|  | Liliensternus                    |
|  |                                  |
|  | Hacia los terópodos del Jurásico |
|  |                                  |

|  | Coelophysis              |
|  |                          |
|  | "Syntarsus" kayentakatae |
|  |                          |

|  | Liliensternus                    |
|  |                                  |
|  | Hacia los terópodos del Jurásico |
|  |                                  |

|  | Coelophysis              |
|  |                          |
|  | "Syntarsus" kayentakatae |
|  |                          |

|  | Liliensternus                    |
|  |                                  |
|  | Hacia los terópodos del Jurásico |
|  |                                  |

|  | Coelophysis              |
|  |                          |
|  | "Syntarsus" kayentakatae |
|  |                          |

|  | Liliensternus                    |
|  |                                  |
|  | Hacia los terópodos del Jurásico |
|  |                                  |

|  | Coelophysis              |
|  |                          |
|  | "Syntarsus" kayentakatae |
|  |                          |

|  | Liliensternus                    |
|  |                                  |
|  | Hacia los terópodos del Jurásico |
|  |                                  |

|  | Coelophysis              |
|  |                          |
|  | "Syntarsus" kayentakatae |
|  |                          |

|  | Liliensternus                    |
|  |                                  |
|  | Hacia los terópodos del Jurásico |
|  |                                  |

|  | Coelophysis              |
|  |                          |
|  | "Syntarsus" kayentakatae |
|  |                          |

|  | Liliensternus                    |
|  |                                  |
|  | Hacia los terópodos del Jurásico |
|  |                                  |

|  | Coelophysis              |
|  |                          |
|  | "Syntarsus" kayentakatae |
|  |                          |

|  | Liliensternus                    |
|  |                                  |
|  | Hacia los terópodos del Jurásico |
|  |                                  |

|  | Coelophysis              |
|  |                          |
|  | "Syntarsus" kayentakatae |
|  |                          |

|  | Liliensternus                    |
|  |                                  |
|  | Hacia los terópodos del Jurásico |
|  |                                  |

|  | Coelophysis              |
|  |                          |
|  | "Syntarsus" kayentakatae |
|  |                          |

|  | Liliensternus                    |
|  |                                  |
|  | Hacia los terópodos del Jurásico |
|  |                                  |

|  | Coelophysis              |
|  |                          |
|  | "Syntarsus" kayentakatae |
|  |                          |

|  | Liliensternus                    |
|  |                                  |
|  | Hacia los terópodos del Jurásico |
|  |                                  |

|  | Coelophysis              |
|  |                          |
|  | "Syntarsus" kayentakatae |
|  |                          |

|  | Liliensternus                    |
|  |                                  |
|  | Hacia los terópodos del Jurásico |
|  |                                  |

|  | Coelophysis              |
|  |                          |
|  | "Syntarsus" kayentakatae |
|  |                          |

|  | Liliensternus                    |
|  |                                  |
|  | Hacia los terópodos del Jurásico |
|  |                                  |

|  | Coelophysis              |
|  |                          |
|  | "Syntarsus" kayentakatae |
|  |                          |

|  | Liliensternus                    |
|  |                                  |
|  | Hacia los terópodos del Jurásico |
|  |                                  |

|  | Coelophysis              |
|  |                          |
|  | "Syntarsus" kayentakatae |
|  |                          |

|  | Liliensternus                    |
|  |                                  |
|  | Hacia los terópodos del Jurásico |
|  |                                  |

|  | Coelophysis              |
|  |                          |
|  | "Syntarsus" kayentakatae |
|  |                          |

|  | Liliensternus                    |
|  |                                  |
|  | Hacia los terópodos del Jurásico |
|  |                                  |

|  | Coelophysis              |
|  |                          |
|  | "Syntarsus" kayentakatae |
|  |                          |

|  | Liliensternus                    |
|  |                                  |
|  | Hacia los terópodos del Jurásico |
|  |                                  |

|  | Coelophysis              |
|  |                          |
|  | "Syntarsus" kayentakatae |
|  |                          |

|  | Liliensternus                    |
|  |                                  |
|  | Hacia los terópodos del Jurásico |
|  |                                  |

|  | Coelophysis              |
|  |                          |
|  | "Syntarsus" kayentakatae |
|  |                          |

|  | Liliensternus                    |
|  |                                  |
|  | Hacia los terópodos del Jurásico |
|  |                                  |

|  | Coelophysis              |
|  |                          |
|  | "Syntarsus" kayentakatae |
|  |                          |

|  | Liliensternus                    |
|  |                                  |
|  | Hacia los terópodos del Jurásico |
|  |                                  |

|  | Coelophysis              |
|  |                          |
|  | "Syntarsus" kayentakatae |
|  |                          |

|  | Liliensternus                    |
|  |                                  |
|  | Hacia los terópodos del Jurásico |
|  |                                  |

|  | Coelophysis              |
|  |                          |
|  | "Syntarsus" kayentakatae |
|  |                          |

|  | Liliensternus                    |
|  |                                  |
|  | Hacia los terópodos del Jurásico |
|  |                                  |

|  | Coelophysis              |
|  |                          |
|  | "Syntarsus" kayentakatae |
|  |                          |

|  | Liliensternus                    |
|  |                                  |
|  | Hacia los terópodos del Jurásico |
|  |                                  |

## Paleoecología
La Cantera Hayden en Ghost Ranch pertenece a la parte inferior del Miembro del Bosque Petrificado de la Formación Chinle en Nuevo México. El descubrimiento de Tawa junto con los parientes de Coelophysis y Herrerasaurus respalda la hipótesis de que los primeros dinosaurios surgieron en Gondwana durante el período Triásico tardío en lo que ahora es América del Sur y desde allí se propagaron por todo el mundo.
Ghost Ranch estaba ubicado cerca del ecuador hace 200 millones de años y tenía un clima cálido, similar al monzónico, con fuertes precipitaciones estacionales. la Cantera Hayden, un sitio de excavación en Ghost Ranch, ha producido una colección diversa de material fósil que incluye la primera evidencia de dinosaurios y dinosauriformes menos avanzados del mismo período de tiempo. El descubrimiento indica que los dos grupos vivieron juntos durante el período Triásico temprano hace 235 millones de años.  El paleoambiente de Tawa incluía varios arcosauriformes como crocodilomorfos, rauisuquios, fitosaurios y dinosauriformes como Dromomeron, Chindesaurus, Eucoelophysis y posiblemente Coelophysis.
Con base en su revisión de la fauna de dinosaurios carnívoros primitivos de Ghost Ranch y la Formación Ischigualasto, Nesbit et al. en 2009 observaron que cada uno descendía de un linaje separado e infirieron que el protocontinente "sudamericano" Gondwana era el área de distribución ancestral de los dinosaurios basales. Nesbit et al. en 2009 continuó señalando que los dinosaurios abandonaron su área de distribución ancestral en Gondwana y hace 200 millones de años se dispersaron por los continentes adyacentes de Pangea.
Nesbit et al. en 2009 notaron que repetidas inundaciones recolectaron huesos de vertebrados, cadáveres y material vegetal de la superficie del paisaje, posiblemente en flujos hiperconcentrados y los depositaron en lo que ahora es la Cantera Hayden. Se observó que estos eventos de inundación estaban separados por intervalos donde había agua estancada y formación de suelo débilmente desarrollado y mal drenado, llamado hidromórfico. Los especímenes de Tawa estaban muy bien conservados, lo que sugiere que fueron enterrados muy pronto después de morir.